# Парселас ла Милагроса (Порторико)
Парселас ла Милагроса (шп. Parcelas La Milagrosa) град је у америчкој острвској територији Порторико, острвској држави Кариба.

## Демографија
По попису из 2010. године број становника је 1.290, што је 54 (-4,0%) становника мање него 2000. године.
| Група             | 2000.         | 2010.         |
| Белци             | 5 (0,4%)      | 5 (0,4%)      |
| Афроамериканци    | 36 (2,7%)     | 125 (9,7%)    |
| Азијати           | 0 (0,0%)      | 1 (0,1%)      |
| Хиспаноамериканци | 1.338 (99,6%) | 1.283 (99,5%) |
| Укупно            | 1.344         | 1.290         |